# Ronja de roversdochter
Ronja de roversdochter (Ronja Rövardotter) is een fantasyverhaal van Astrid Lindgren. Het boek is in 1981 voor het eerst verschenen met illustraties van Ilon Wikland en daarna wereldwijd bekend geworden en in veel talen vertaald. 

## Samenvatting

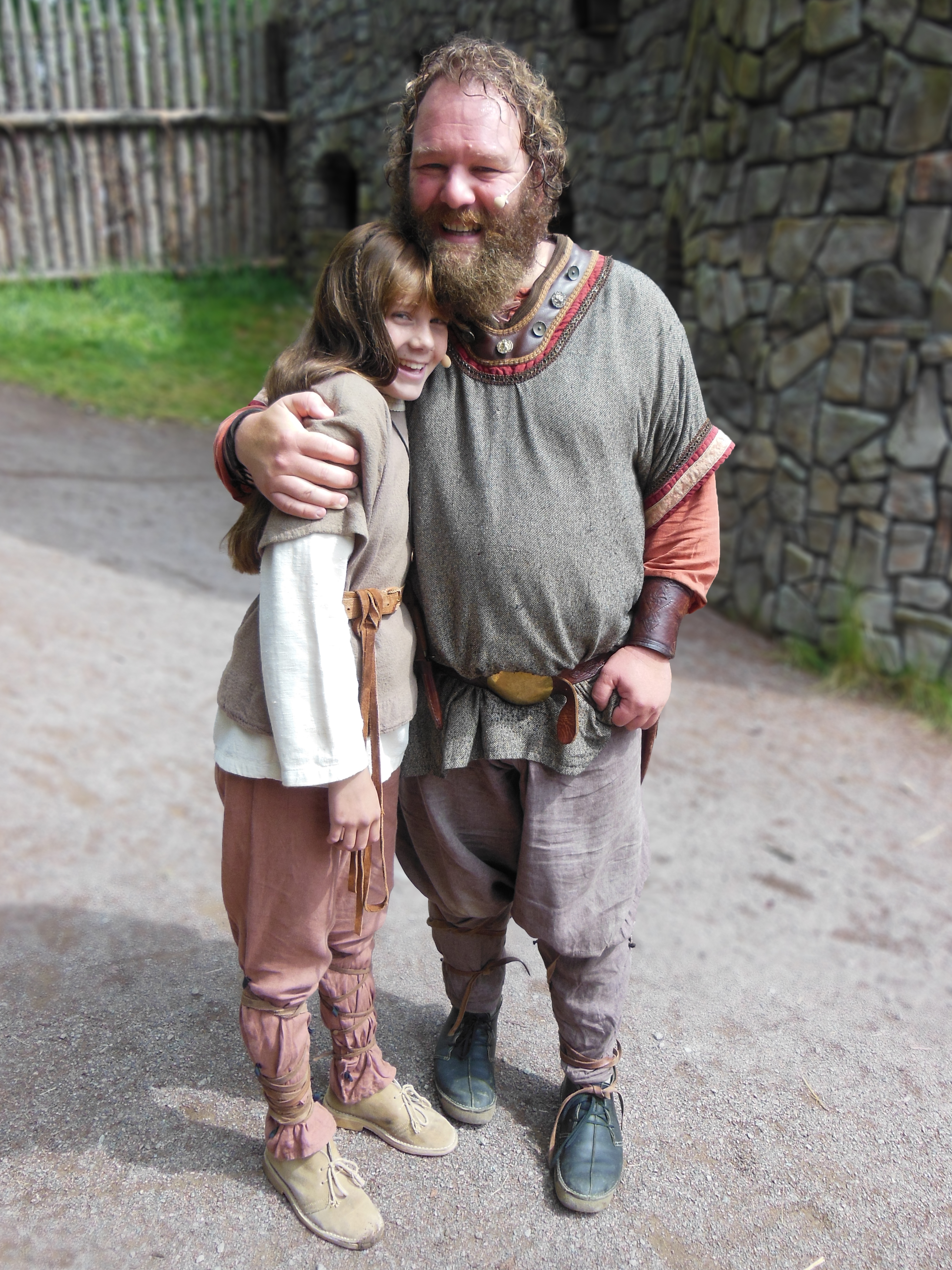
Acteurs als Ronja en haar vader in Astrid Lindgrens Värld

De roverhoofdman Mattis woont samen met zijn vrouw Lovis en zijn roversbende in een burcht midden in een groot bos. Tijdens een onweersnacht wordt de dochter van Mattis en Lovis, Ronja, geboren. Diezelfde nacht wordt de burcht van Mattis door een blikseminslag volledig in tweeën gespleten.  
Gedurende de eerste paar jaar van haar leven verblijft Ronja alleen nog in de grote roverszaal. Wanneer ze de buitenwereld gaat verkennen, ontdekt ze het bos met alle bijbehorende gevaren. Behalve wilde dieren leven er in het bos ook allerlei vreemde mythische wezens, zoals aardmannen, trollen en vogelheksen.
De roversbende van Borka, de grootste concurrent van die van Mattis,  blijkt zich in de andere helft van de gespleten burcht te hebben gevestigd. Ronja komt hierachter als ze op een dag bij de kloof die de burcht verdeelt Borka's zoon tegenkomt, Birk. De twee kinderen worden vrienden en heimelijk trekken ze steeds meer met elkaar op. Nadat Ronja eerst Birk die in de kloof was gevallen heeft gered, redt Birk later op zijn beurt Ronja van het verlokkende gezang van onderaardse wezens. De band tussen Ronja en Birk wordt hierdoor nog sterker en ze gaan elkaar als broer en zus beschouwen. 
Het lukt Mattis op een dag om Birk als gijzelaar gevangen te nemen. Mattis hoopt op deze manier Borka te chanteren, zodat die uit het andere gedeelte van de burcht vertrekt. Ronja is woedend op haar vader. Tijdens de onderhandelingen tussen Mattis en Borka laat Ronja zich vrijwillig door Borka's bende gevangennemen, waarna de twee gegijzelde kinderen weer worden uitgeruild. Hierdoor mislukt Mattis' plan om Borka uit de burcht te laten vertrekken. Ronja wordt hierna door haar vader verstoten. 
Ronja en Birk – die eveneens niets meer van zijn ouders moet hebben – besluiten om gezamenlijk de burcht te verlaten en in het bos te gaan wonen. De hele zomer lang wonen en overleven de twee in de Beregrot, een hol dat ooit nog van Mattis is geweest. Ze temmen twee paarden, die ze Rakker en Wildebras noemen. Intussen moeten ze zich alle gevaren in het bos van het lijf houden en soms ontsnappen ze ternauwernood aan de dood. Wanneer de herfst invalt, komt Mattis persoonlijk naar het hol van Ronja en Birk. Hij smeekt Ronja om terug te komen voordat de winter invalt. Ronja gaat overstag, op voorwaarde dat ook Birk voortaan in Mattis' deel van de burcht welkom is.
Mattis en Borka besluiten na alles wat er is gebeurd om hun strijdbijl te begraven en voortaan gezamenlijk als één roversbende op te trekken. De twee hoofdmannen houden een tweegevecht om te kijken wie van hen de sterkste is. Mattis wint, dus hij is voortaan de baas. 
Wanneer het voorjaar aanbreekt, besluiten Ronja en Birk opnieuw in de Beregrot te gaan wonen, omdat ze allebei het roversleven van hun ouders niet meer zien zitten. Ronja belooft haar vader dat ze tijdens de wintermaanden in de burcht terug zal blijven komen. Kale Per, het oudste lid van Mattis' bende, heeft op zijn sterfbed Ronja als enige het bestaan van een diep in het bos verborgen zilvermijn toevertrouwd. Hierdoor zullen Ronja en Birk voortaan in hun eigen levensonderhoud kunnen voorzien.

## De voornaam 'Ronja'
De naam Ronja (in het Russisch een verkleining van 'Veronika') kwam tot dan toe slechts sporadisch als meisjesnaam in Zweden voor. Na 1981 werden veel meisjes in navolging van Lindgrens boek Ronja genoemd.

## Bewerkingen
- In 1984 werd het boek verfilmd onder dezelfde titel. De film werd geregisseerd door Tage Danielsson. Astrid Lindgren schreef zelf het script voor de film. De film won onder andere een zilveren beer op het Internationaal filmfestival van Berlijn.

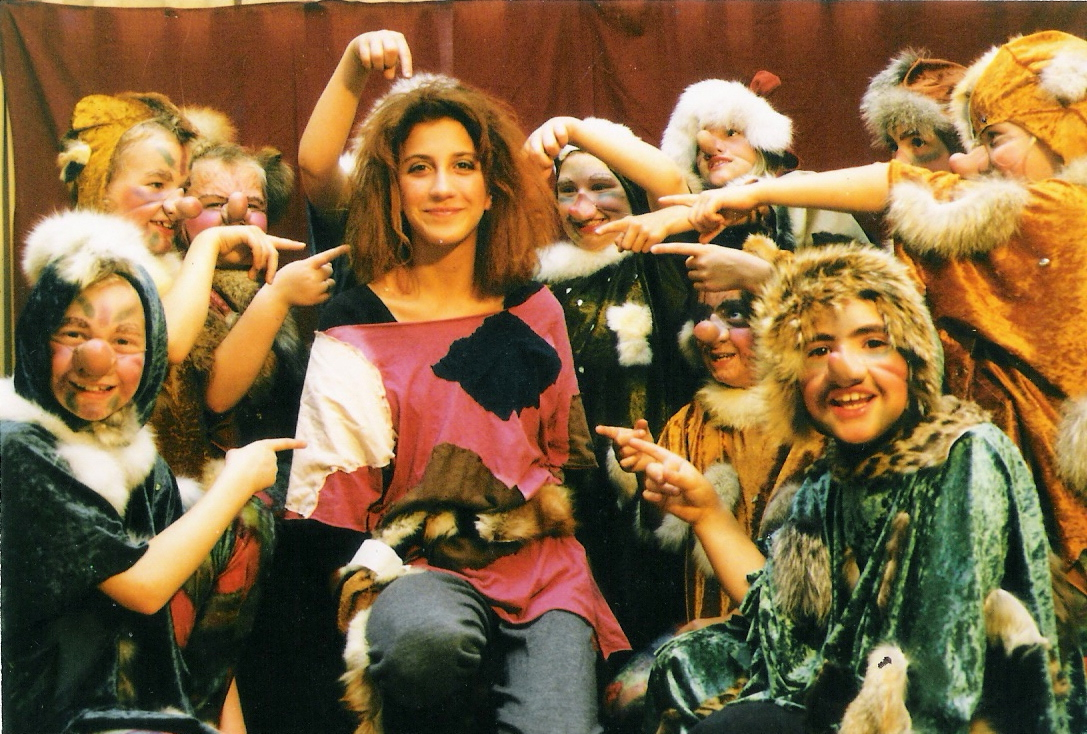
Cast van de musical uit 1994

- In 1994 werd het boek door Axel Bergstedt bewerkt tot een musical in het Duits, Ronja Räubertochter.[1]
- In 2014 werd het boek door Polygon Pictures en Studio Ghibli bewerkt tot een 26-afleveringen tellende Japanse anime, Ronja de roversdochter, onder regie van Gorō Miyazaki.
- In 2024 werd het boek verwerkt tot een serie die in Zweden via Viaplay te zien is voor de rest van de wereld via Netflix.[2]

- Bibliothèque nationale de France: cb16259424n (data)
- Gemeinsame Normdatei: 4558444-8
- Virtual International Authority File: 190452886